# 日本キリスト改革派灘教会
日本キリスト改革派灘教会（にほんキリストかいかくは なだきょうかい）は、兵庫県神戸市灘区にある日本キリスト改革派教会の地域教会である。

## 歴史
1907年（明治40年）、アメリカ南長老教会のS・P・フルトン宣教師が明治学院で植村正久と神学上の問題で対立し、神戸神学校を開設する。翌1908年（明治41年）、フルトンが伝道所として南講義所を開設する。1911年（明治43年）に南講義所は二宮伝道所になる。
1921年（大正10年）に日本基督教会に属し、日本基督二宮伝道教会になる。1926年に神戸市灘区上野通りに会堂を建設する。その際に日本基督灘教会と改称する。
1933年（昭和8年）、岡田稔は灘教会を独立させる。1941年に日本基督教団に所属するが、1942年に部会制が廃止されると単独で独立を宣言する。
1946年4月、岡田、常葉隆興、松尾武、春名寿章らが中心になり、旧日本基督教会の中で南長老ミッションと中央神学校の信仰を受け継ぐ人物が中心になり、日本基督改革派教会を創設する。

## 歴代牧師
- 初代:岡田稔(1933-1952)
- 第2代:渡辺公平(1952-1955)
- 第3代:橋本龍三(1956-1996)
- 第4代:宮崎彌男(1996-2002）
- 第5代:西牧夫(2004-   )